# 延斯·克彭
延斯·克彭（德語：Jens Köppen，1966年1月6日—），德国男子赛艇运动员。他曾代表东德、德国参加1988年和1992年夏季奥林匹克运动会赛艇比赛，其中1988年奥运会获得一枚铜牌。